# فياماو
فياماو هي بلدية في البرازيل، تتبع ريو غراندي دو سول، بلغ عدد سكانها 239٬384  نسمة، في 2010، تبلغ مساحتها 1٬494٫263 كيلومتر مربع.

## الموقع
تشترك في الحدود مع:
- بورتو أليغري
- Glorinha [الإنجليزية]‏.

## أعلام
- باولو روبرتو كورتيس كوستا
- فيرناندو براس
- رينان بريتو سواريس